# ستون پنجم (فیلم)
«ستون پنجم» (ارمنی: Հինգերորդ Զօրասիւն) یک فیلم به زبان ارمنی است به کارگردانی واچه بولغورجیان که در سال ۲۰۱۰ منتشر شد.